# NGC 6902
NGC 6902 (również IC 4948 lub PGC 64632) – galaktyka spiralna z poprzeczką (SBa), znajdująca się w gwiazdozbiorze Strzelca. Odkrył ją John Herschel 2 września 1836 roku.